# Contea di Franklin (Mississippi)
La contea di Franklin, in inglese Franklin County, è una contea dello Stato del Mississippi, negli Stati Uniti. La popolazione al censimento del 2000 era di 8 448 abitanti. Il capoluogo di contea è Meadville. Il nome le è stato dato in onore a Benjamin Franklin, famoso giornalista, diplomatico e inventore statunitense.

## Geografia fisica
La contea si trova nella parte sud-occidentale del Mississippi. L'U.S. Census Bureau certifica che l'estensione della contea è di 1468 km², di cui 1462 km² composti da terra e i rimanenti 6 km² composti di acqua.

### Contee confinanti
- Contea di Jefferson (Mississippi) - nord
- Contea di Lincoln (Mississippi) - est
- Contea di Amite (Mississippi) - sud
- Contea di Wilkinson (Mississippi) - sud-ovest
- Contea di Adams (Mississippi) - ovest

### Principali strade ed autostrade
- U.S. Highway 84
- U.S. Highway 98
- Mississippi Highway 33

## Storia
La Contea di Franklin venne costituita il 21 dicembre 1809.

## Città e paesi
- Bude
- Meadville
- Roxie